# José María Valls Satorres
José María Valls Satorres (Alcoy, 1945) es un compositor valenciano de música de moros y cristianos.

## Biografía
Nacido en Alcoy en 1945 es uno de los compositores alcoyanos de mayor éxito y reconocimiento. Dirigió la Agrupación Musical de Alcoy en el año 1980. Desde 2007 es vocal de la junta directiva de la Asociación de Compositores de Música de Moros y Cristianos. y miembro de la Filà Vascos de la que es "Vasco de honor".
José María Valls es un compositor que ha enriquecido el patrimonio musical alcoyano especialmente el dedicado a la Fiesta de Moros y Cristianos. Su irrupción en los concursos de Música Festera que organiza la Asociación de San Jorge de Alcoy en la década de 1970 fue arrolladora, obteniendo diversos premios en los años 1974, 1975, 1977, 1978, 1980 y 1981. En tan sólo siete años, el Maestro Valls no solo se da a conocer con bellas obras sino que se consolida con un lenguaje propio, reconocible y plenamente funcional. El maestro Valls Satorres ha dedicado su talento y esfuerzo a dotar a música festera de una personalidad musical propia, sobria, elegante y alegre a la vez. 
José María Valls Satorres ha contribuido a consolidar el género creado en 1958 por Amando Blanquer, la Marcha Cristiana y además ha sabido adaptarlo a las peculiaridades de algunas filaes del bando cristiano de las fiestas de Moros y Cristianos de Alcoy, como Labradores y Andaluces. Podemos considerar al Maestro Valls Satorres como el creador de unos subgéneros de la marcha cristiana denominados “Pas Masero” y “Pas Contrabandista” que han incorporado las filaes alcoyanas y de otras comarcas. También supo ver la necesidad de crear fanfarrias y música incidental para los boatos y ballets que se han ido incorporando a las entradas. La “Marcha solemne” de procesión ha sido otra aportación por su voluntad de utilizar temática propia de la fiesta y no sones propio de la Semana Santa. Tanto es así que hay una modalidad del concurso de música festera de la Asociación de San Jorge que lleva su nombre.

## Obras
- Vora Mar (1996) para a dueto de saxófonos. con cuatro partes: L'aire lliure, L'ànima del mar, Les ones rient, La vela un vent.

### Marchas cristianas
- A la creueta
- Alcodians 1276
- Almogàver i alcoyà (1982)
- Als cristians (1975). Premio de la Asociación de San Jorge de Alcoy).
- Anys
- Arquers d'Ontinyent
- Asturs d'Elig
- El Conqueridor
- Els Contrabandistes
- Cristians de Petrer
- Desperta, Ferro (1986)
- Embajador cristiano (1998)
- L'Enguerí (1994)
- Esquadra Alféris 1995
- El Farolero!
- Ix el cristià (premio de la Asociación de San Jorge de Alcoy 1981)
- Madriles
- Marcha dels cavallers
- Marcha dels creuats
- Óscar Moreno
- Pas als Maseros (1982)
- Roger de Lauria (1978). Premio de la Asociación de San Jorge de Alcoy),
- Samarro,
- Los Soreles (2004)
- 25 anys,
- Doro el Gat (2009). Dedicada al gran festero alcoyano Salvador GarcIa Albero).

### Marchas moras
- Abencerrajes (1985)
- Abrahim Zulema
- Als judios
- Amor, amar (basada en la canción de Camilo Sesto)
- Ben-Hudzail (1980)
- Centenari Mudèjar (2004)
- El cruzárabe
- Magenta
- El marchós
- Mija lluna (1988, primer premio del VII Concurso Nacional de Música Festera de Ontinyent)
- Penàguila (1977)
- Realistas 83
- Soc Marrakesch
- Torró capità
- Vicente Dueñas (1979)
- El wali marchós
- Zegríes de Mutxamel (1994)

### Pasodobles
- Aixa i Forcat,
- Als Mirons (2007)
- Creu i mitja lluna (1988)
- Falla Centro (Partitura)
- Juan Tomás Silvestre (1979)
- Luis Villó,
- El Marxós
- Paco Moya
- Per a la Nova
- Serpentines i confetti (1987). Primer premio del VI Concurso Nacional de Música Festera de Ontinyent).

### Fanfárrias
- Capità 1983, Fanfàrria llanera, Mari Carmen Martínez, Mutxamel, Serra de Mariola, Trabuc i navaixa (2004)
- La Aljafería (2006)
- De abril, marcha solemne
- Espiritualidad (2006)
- Himno oficial de la Sociedad Musical "La Lira" de Quatretonda
- Lignum crucis (2006)
- Llaganya d'Or
- Maseros d'Albaida
- Nicolau (2006)
- Pantocràtor (2006)
- La Pasión (2006)
- Plors de mare (2006)
- El tío Pep (2006)
- 23 d'abril, Sant Jordi, marxa solemne